# Palladijev motiv
Palladijev motiv je naziv dan od Francuza (motif Palladio) kombinaciji luka i stupova koju je Andrea Palladio, posljednji veliki arhitektonski teoretičar renesanse primijenio u oblikovanju pročelja tzv. „Bazilike“, zapravo gradske vijećnice okružene trgovinama u Vicenzi.
Dvoetažne lođe koje se pružaju uokolo sva četiri pročelja zdanja, oblikovao je detaljno proporcijski strukturiranim rasporedom odabranih elemenata koji čine „palladijev motiv“ – osnovnu jedinicu čijim su umnažanjem kao kod rimskog amfiteatra formirane sve vanjske vizure „Bazilike“.
Paladijev motiv zapravo se sastoji od spoja širokog i visokog, lučno zaključenog polja s dva uska bočna polja, iznad kojih se nalazi ravna arhitravna greda trabeacije.
Motiv je vjerojatno izveden iz rimske arhitekture slavoluka. Potječe još od Bramantea, upotrebljavao ga je i Sebastiano Serlio.
Potaknut glasovitom Sansovinovom Bibliotekom Marcianom u Veneciji, Palladio motiv razvija u dva duga niza, jedan iznad drugog, omeđujući ga polustupovima prislonjenim na masivne zidane pilone, dok drugi polustupovi, oni s čelne tj. pročelne strane pilona, za trećinu viši od unutarnjih, omeđuju umnožene jedinice osnovnoga motiva.